# Каменский сельский совет (Изюмский район)
Каменский сельский совет — входит в состав Изюмского района Харьковской области Украины.
Административный центр сельского совета находится в селе Каменка.

## Населённые пункты совета
- село Каменка
- село Сухая Каменка
- село Тихоцкое